# Saurauia platyphylla
Saurauia platyphylla är en tvåhjärtbladig växtart som beskrevs av Elmer Drew Merrill. Saurauia platyphylla ingår i släktet Saurauia och familjen Actinidiaceae. Inga underarter finns listade i Catalogue of Life.